# Percy Mayfield
Percy Mayfield (* 12. August 1920 in Minden, Louisiana; † 11. August 1984 in Los Angeles, Kalifornien) war ein US-amerikanischer Rhythm-and-Blues-Sänger und Songschreiber.
Percy Mayfield begann seine musikalische Karriere in Texas, zog aber während des Zweiten Weltkriegs nach Kalifornien. 1947 macht er seine erste Aufnahme Two Years of Torture.
Einem breiten Publikum bekannt wurde Percy Mayfield 1950 durch seinen Nummer-1-Hit Please Send Me Someone To Love. 1952 hatte er einen schweren Autounfall, bei dem sein Gesicht entstellt wurde. Dennoch schrieb er weiterhin zahlreiche erfolgreiche Songs, z. B. die Klassiker Hit the Road Jack und At The Club für Ray Charles.
1987 wurde Percy Mayfield in die Blues Hall of Fame aufgenommen.